# 1921 в Українській РСР

## Події
- Початок Голодомору в Україні в 1921—1923 роках.
- 23 січня — вбито композитора і хорового диригента Миколу Леонтовича в домі свого батька у селі Марківка на Вінниччині пострілом з рушниці.
- 3 лютого — у м. Тарнів (Польща) почала роботу «Рада Республіки» — тимчасовий уряд УНР у вигнанні.
- 14 лютого — Більшовиками підписано мирний договір між УСРР і та Литовською ДР.
- 18 березня — у Ризі підписано «Мировий договір між Україною і Росією з одної сторони й Польщею з другої», яким завершилася польсько-радянська війна та було визначено кордони за яким західна Україна відійшла до Польщі.
- 27 березня — надзвичайною сесією Всеукраїнського Центрального Виконавчого Комітету ухвалено постанову «Про заміну продрозкладки податком», чим узаконено на території Української СРР перехід до нової економічної політики, затверджену 15 березня Х з'їздом РКП(б) резолюцію «Про заміну розкладки натуральним податком».
- 14-30 жовтня — Всеукраїнський православний церковний собор, скликаний Всеукраїнською православною церковною радою (ВПЦР), проходив у Софійському соборі у Києві, підтвердив автокефалію Української православної церкви та обрав її керівництво на чолі з митрополитом Василем Липківським.
- 18 жовтня — у Москві ухвалено постанову ВЦВК і РНК РСФРР «Про автономію Кримської Радянської Соціалістичної республіки», що створювалася як територіальна автономія в складі РСФРР. У такому статусі вона проіснувала до 30 червня 1945 року, коли Кримська АРСР була перетворена на область у складі РРФСР.
- 25 жовтня — початок Другий зимовий похід загонів армії УНР на чолі з генерал-хорунжим Юрієм Тютюнником з метою об'єднання селянського протестного руху та підняття загального антибільшовицького повстання для відновлення державності. Він став останньою спробою армії УНР відновити незалежність та завершив Українську революцію 1917—1921 років.
- 21 листопада — Більшовики розстріляли під містечком Базар 359 полонених українських вояків, учасників Другого Зимового Походу Армії УНР[1].

## Особи

### Народились
- 9 березня — Олексій Прокопович Берест (пом. 1970) — радянський військовий, лейтенант Червоної Армії; разом з М. Єгоровим та М. Кантарією встановили Прапор Перемоги на даху німецького Рейхстагу (пом. 1945); Герой України.
- 15 квітня — Георгій Тимофійович Береговий (пом. 1995) — український льотчик-космонавт, двічі Герой Радянського Союзу (1944, 1968).
- 23 грудня — Михайло Григорович Водяной (Васерман) (пом. 1987) — український артист оперети і кіно («Невловимі месники», «Весілля в Малинівці»).

### Померли
- 23 січня — Микола Дмитрович Леонтович — український композитор («Щедрик», «Дударик», «Козака несуть»), хоровий диригент, громадський діяч, педагог. (нар.. 1877 р.).
- 28 серпня — Григорій Аврамович Чупринка — український поет (Огнецвіт, Метеор, Сон-трава, Лицар-Сам). (нар.. 1879 р.).
- 31 жовтня — Киріак Костянтинович Костанді — український живописець (У хворого товариша, В люди, Сутінки), педагог, директор Першої державної картинної галереї в Одесі (1917—1921 рр.). (нар.. 1852 р.).
- 17 листопада — Михайло Іванович Білинський — український військовий діяч, контр-адмірал УНР. (нар.. 1882 р.).

## Засновані, створені
- 15 березня — місто Олександрівськ перейменовано в Запоріжжя[2].
- 22 липня — в газеті «Селянська правда» з'явився перший фейлетон Остапа Вишні «Чудака, їй-богу!».
- Донецький гірничий технікум (у 1926 році перетворений на Гірничий інститут, в 1935 — на Індустріальний, а в 1960 — Політехнічний інститут. З 2001 року — це Донецький національний технічний університет).

## Пам'ятні дати та ювілеї
- 975 років з часу (946 рік):
  - посольства княгині Ольги до Царгорода.
  - придушення Ольгою повстання древлян після спалення Іскоростеня.
- 950 років з часу (971 рік):
  - завершення Другого Балканського походу у Болгарії князя Святослава (з 969 року) та пограбування околиць Константинополя, облога у Доростолі; поразка і відхід з Балкан. Укладення з Візантією договору на умовах 944 року.
- 925 років з часу (996 рік):
  - завершення спорудження Десятинної церкви в Києві (з 990 року) та її урочисте відкриття (25 травня), до якої прибули священики з Херсонеса. Захоронення тут праху княгині Ольги.
- 875 років з часу (1046 рік):
  - укладення миру між Візантією та Київською Руссю, яким завершилася війна, що тривала з 1043 року.
- 825 років з часу (1096 рік):
  - 19 червня — Битва на річці Трубіж — одна з битв русько-половецької війни 1090-х — 1116 років.
  - Битва на Колокші біля Володимира у якій князь Мстислав Володимирович Великий розгромив Олега Святославича.
- 775 років з часу (1146 рік):
  - завершення повстання у Києві, який у 1139 році був захоплений Всеволодом Олеговичем.
  - початку збройної боротьби князівських родів (Ольговичів, Мономаховичів, Давидовичів) за Київський престол (до 1161 року).
- 725 років з часу (1196 рік):
  - вторгнення литовців у Волинське князівство.
- 700 років з часу (1221 рік):
  - початку княжіння Данила Романовича на Волині.
- 600 років з часу (1321 рік):
  - битви на річці Ірпінь, коли литовський князь Гедимін розбив руське військо і зайняв Київ (інша дата — 1320 рік).
- 500 років з часу (1421 рік):
  - входження Галичини до складу Польського королівства.
- 475 років з часу (1446 рік):
  - Блокада Кафи трапезундською ескадрою. Генуезці відкупилися від греків і уклали з ними мир.
- 450 років з часу (1471 рік):
  - ліквідація Великим князівством Литовського Київського удільного князівства та утворення Київського воєводства у складі Овруцького, Київського, Житомирського та інших повітів.
- 350 років з часу (1571 рік):
  - походу кримських татар на чолі з ханом Девлет Ґераєм на Москву, який привів до спалення кримськими татарами Москви, коли цар Іван IV втік зі своєї столиці.
  - петиції української шляхти з Київщини до польського короля про збереження прав «руської» української мови.
- 325 років з часу (1596 рік):
  - 8-10 жовтня — скликання у Бересті королем Речі Посполитої Сигізмундом III Вазою Берестейського собора, що через непримиренність позицій розколовся надвоє. Обидва собори, православний і уніатський, відбулись, не знайшли способів порозумітися: уніатський проголосив з'єднання з римсько-католицькою церквою під проводом Папи Римського, а православний засудив унію.
  - завершення повстання Наливайка 1594–1596 років у результаті програних битва під Гострим Каменем (поблизу села Трипілля на Київщині — у березні) та в ході Солоницького бою поблизу Лубен (у травні).
- 300 років з часу (1621 рік):
  - Хотинської битви (1-29 вересня), в якій війська Речі Посполитої з українськими козаками зупинили наступ Османської імперії.
  - укладення Хотинського мирного договору (8 жовтня). Османи отримали Хотин, але зобов'язалися не нападати на Україну.
  - морської кампанії за завданням Петра Сагайдачного в Чорному морі діяв козацький флот у складі 200 чайок і 10 тисяч козаків, в часі цього походу товариство здобуло Трапезунд і Синоп.
- 250 років з часу (1671 рік):
- 26 серпня — у битві під Брацлавом польський гетьман Ян III Собеський завдав поразки козацько-татарському війську. Польсько-козацько-татарська війна завершилася перемогою поляків.
  - 21 жовтня — би́тва під Ка́льником в ході польсько-козацько-татарської війни 1666—1671 років, коли коронний гетьман польний Ян Собеський розбив козацько-татарське військо, яке йшло на допомогу обложеному поляками Кальнику. Незважаючи на перемогу, Собеський не зміг взяти Кальника і відступив до Брацлава.
- 225 років з часу (1696 рік):
  - лівобережні козаки взяли участь в захопленні Московією турецької фортеці Азов в ході Другого азовського походу — облоги, штурму і здобуття (19/29 липня) україно-російськими військами турецької фортеці Азов у гирлі Дону (травень — липень).
- 200 років з часу (1721 рік):
  - завершення Північної війни Російської імперії зі Швецією.
  - 30 серпня — підписання Ништадтського миру та закінчення Північної війни Московського царства зі Шведською імперією.
  - видання наказу про цензурування українських книжок, яким були накладені штрафи на Київську та Чернігівську друкарні за книжки «не во всем с великороссийскими сходные». Знищення Чернігівської друкарні.
  - перше взяття проб донецького вугілля з метою його промислового використання ландратом (помічникомгубернатора) Київської губернії, шляхтичем Микитою Вепрейським та капітаном Ізюмського полку, комендантом Бахмутської фортеці Семеном Чирковим в урочищі Скелеватому, що за 25 верст від Бахмута.
- 150 років з часу (1771 рік):
  - походу Долгорукова на Кримське ханство в ході російсько-турецької війни, коли було здобуто Перекоп (червень), Ґезлев, Кафу. Кримське ханство було визнане незалежним, але під протекторатом Російської імперії.
- 125 років з часу (1796 рік):
  - 28 січня — створення на українських землях Волинська, Київська, Малоросійська, Новоросійська і Подільська губернії.
- 100 років з часу (1821 рік):
  - утворення в Тульчині таємного «Південного товариства» декабристів.
- 75 років з часу (1846 рік):
  - створення Кирило-Мефодіївського товариства
  - проведення селянського повстання у Галичині

### Видатних особистостей

#### Народження
- 850 років з дня народження (1071 рік):
  - Євпра́ксії Все́володівни (д.-рус. Еоупраксиа; пом. 1109) — князівни з династії Рюриковичів. Німецької імператриці (1088—1105), дружини німецького імператора Генріха IV. Доньки великого князя київського Всеволода Ярославича, онуки Ярослава Мудрого.
  - Яросла́ва Святосла́вича (пом. 1129) — князя чернігівського (1123—1127). Сина Великого князя Київського Святослава II. Онука Ярослава I Мудрого.
- 700 років з дня народження (1221 рік):
  - Андрія Ярославича (пом. 1264) — третього сина великого князя Ярослава Всеволодовича, князя суздальського, у 1250—1252 роках великого князя владимирського. Чоловіка Устини — доньки Короля Русі Данила Романовича та його союзник.
  - Олександра Ярославовича Не́вського (пом. 1263) — князя новгородського (1236—1240,1241—1252, 1257—1259), псковського (1242), великого князя владимирського (1252—1263), формального великий князя київського (1249—1263). Прославився завдяки перемогам у Невській битві та Битві на Чудському озері.
- 325 років з дня народження (1596 рік):
- 6 січня[3][4] — Богда́на (Зино́вія-Богда́на) Миха́йловича Хмельни́цького (пом. 27 липня (6 серпня) 1657) — українського військового, політичного та державного діяча. Гетьман Війська Запорозького, очільника Гетьманщини (1648–1657). Керівника Хмельниччини — повстання проти зловживань коронної шляхти в Україні, котре переросло у загальну, очолену козацтвом, визвольну війну проти Речі Посполитої. Перший з козацьких ватажків, котрому офіційно було надано титул гетьмана[5]. Намагався розбудувати незалежну українську державу, укладаючи протягом свого правління союзи з Кримським ханством та Московським царством. Представника роду Хмельницьких.
  - Петра Могили (пом. 1647) — церковного та політичного діяча, педагога, митрополита Київського, Галицького і всієї Русі (31 грудня);
- 300 років з дня народження (1621 рік):
  - Дем'я́на Ігнатовича (також відомого як Многогрі́шний[6]) (1621[7] — пом. 1703) — 3-го очільника Лівобережної Гетьманщини (1668—1672). Полковника Чернігівського.
- 275 років з дня народження (1646 рік):
  - Іва́на Васи́льовича Ломико́вського (пом. 1714) — українського державного та військового діяча доби Гетьмана Івана Мазепи. Генерального осавула (1696—1707) та Генерального обозного (1707—1709) в уряді Івана Мазепи. Одного із лідерів Гетьманату Пилипа Орлика в екзилі (Молдова).
  - Іва́на Скоропа́дського (пом. 1722) — українського військового, політичного і державного діяча, гетьмана Війська Запорозького, голови козацької держави в Лівобережній Україні (1708-1722). Представника козацького роду Скоропадських. Гетьмана Глухівського періоду в історії України.
- 225 років з дня народження (1696 рік):
  - 17 жовтня — Я́кова Андрі́йовича Марко́вича (пом. 1770) — українського письменника-мемуариста, державного діяча Гетьманщини, сина Андрія Марковича.
- 200 років з дня народження (1721 рік):
  - Архімандрита Мельхіседека (світське ім'я Матві́й Карпович Значко-Яворський) (за іншими даними — близько 1716; пом. 1809) — православного церковного діяча, архімандрита, члена Новгород-Сіверського патріотичного гуртка.
- 175 років з дня народження (1746 рік):
  - Івана Бондаренка (пом. 1768) — ватажка гайдамацького загону під час Коліївщини.
- 150 років з дня народження (1771 рік):
  - Михайла Милорадовича (пом. 1825) — російського військового діяча, генерала, графа (з 1813).
- 100 років з дня народження (1821 рік):
  - Платона Симиренка (пом. 1863) — промисловеця-цукрозаводчика, одного із засновників раціонального садівництва в Україні.
  - Дмитра Пильчикова (пом. 1893) — українського громадського і культурного діяча, педагога.
- 75 років з дня народження (1846 рік):
  - Василя Милорадовича (пом. 1911) — українського фольклориста, етнографа, історика, поета і перекладача.
- 50 років з дня народження (1871 рік):
  - 15 січня — Агатангела Кримського (пом. 1942) — українського історика, письменника, перекладача, одного з організаторів Академії Наук України (1918).
  - 25 січня — Миколи Скрипника (пом. 1933) — українського політичного і державного діяча, голови раднаркому більшовицької УНР (1918-1919 рр.)
  - 12 лютого — Леся Мартовича (пом. 1916) — українського письменника («Не-читальник», «Забобон») і громадського діяча.
  - 25 лютого — Лесі Українки (пом. 1913) — української поетеси («Лісова пісня», «В катакомбах», «Осіння казка»).
  - 9 травня — Володимира Гнатюка (пом. 1926) — українського фольклориста, етнографа, літературознавця.
  - 14 травня — Василя Стефаника (пом. 1936) — українського письменника-новеліста («Камінний хрест», «Земля»).
  - 8 жовтня — Івана Піддубного (пом. 1949) — українського спортсмена-борця, шестиразового чемпіона світу (1905—1909).
  - 23 листопада — Антіна Кравса (пом. 1945) — українського військовика, генерала УГА.
  - 6 грудня — Миколи Вороного (пом. 1938) — українського письменника, перекладача, поета, режисера, актора.
- 25 років з дня народження (1896 рік):
  - 1 січня — Василя Касіяна (1976) — українського художника, професора, академіка.
  - 2 січня — Дзиґи Вертова (1954) — радянського режисера («Шагай, Совет!», «Шоста частина світу», «Річниця революції»).
  - 3 березня — Івана Паторжинського (1960) — українського співака (баса), педагога, народного артиста СРСР (1944).

#### Смерті
- 825 років з дня смерті (1096 рік):
- 6 вересня — Ізяслава Володимировича — руського князя з династії Рюриковичів, другого сина Володимира Мономаха та його першої дружини Ґіти (дочки англійського короля Гарольда II Ґодвінсона).
- 800 років з дня смерті (1121 рік):
  - квітень — Ники́фора І — православного церковного діяча, митрополита Київського та всієї Руси (1103 або 1104—1121).
- 775 років з дня смерті (1146 рік):
  - 30 липня/1 серпня[8] — Все́волода О́льговича — руського князя з династії Рюриковичів, роду Ольговичів. Великий князь Київський (5 березня 1139 — 1 серпня 1146).
- 750 років з дня смерті (1171 рік):
  - 20 січня — Гліба Юрійовича, в хрещенні Олександра — руського князя з династії Рюриковичів. Князь київський. Сина Юрія Довгорукого. Став першим київським князем, що не титулувався як «Великий» (з 1169 року).
  - 30 травня — Володимира Мстиславича (нар. 1130) — руського князя з династії Рюриковичів. Великий князь київський (1171).
- 725 років з дня смерті (1196 рік):
  - Всеволода Курського — князя курського і трубчевського, меншого брату князя новгород-сіверського Ігоря Святославича, сина Святослава Ольговича князя черніговського.[9]
- 675 років з дня смерті (1246 рік):
  - 20 вересня — Миха́йла Чернігівського (нар. 1179) — руського князя з династії Рюриковичів, князя переяславського (1206), новгородського (1224, 1229), чернігівського (1224—1239), галицького (1235—1236), великого князя київського (1238—1239, 1241—1246).
  - 30 вересня — Яросла́ва Все́володовича (нар. 1191) — сина князя Всеволода Велике Гніздо, князя Переяславського, великого князя Київськрого (1236—1238, 1246).
- 400 років з дня смерті (1521 рік):
  - Йо́сифа II Солта́на — митрополита Київського, Галицького і всієї Руси.
- 325 років з дня смерті (1596 рік):
  - Григо́рія Лободи — 23-го Гетьмана Війська Запорозького (1593—1596  з перервами). Учасника походів на Молдову та Угорщину, очільника низовців під час повстання Северина Наливайка.
  - Шаула Матвія — українського військового діяча, одного з керівників козацького повстання 1594—1596 років під проводом Северина Наливайка, запорізького гетьмана.
- 275 років з дня смерті (1646 рік):
  - 12 жовтня — Миколая Станіслава Оборського (пол. Mikołaj Stanisław Oborski; нар. 1576) — церковного діяча Речі Посполитої, священика-єзуїта, ректора Львівської єзуїтської колегії 1635—1638, прокуратор у справі канонізації Станіслава Костки.
- 250 років з дня смерті (1671 рік):
  - Ганни Золотаренко — руської міщанки, третьої дружини гетьмана Богдана Хмельницького, сестри полковників Івана та Василя Золотаренків.
- 200 років з дня смерті (1721 рік):
  - Івана Сулими — українського полководця, генерального хорунжого Війська Запорозького (1708–1721), наказного гетьмана (з 1718).
  - Сильвестра (Пиновського) (за іншою інформацією — помер у 1722) — українського церковного діяча, ректора Києво-Могилянської академії.
- 125 років з дня смерті (1796 рік):
  - Самуїла Миславського (нар. 1731) — українського релігійного діяча, церковного історика. Митрополита Київського і Галицького (1783-96) Відомства православного сповідання Російської імперії, перший після анексії Гетьманщини.
  - Андрія Милорадовича (нар. 1727) — члена Другої Малоросійської колегії (1777—1781), після анексії Гетьманщини Московщиною — Чернігівського намісника (1782—1796).
  - Петра Рум'янцева-Задунайського (нар. 1725) — графа, російського державного діяча та полководця, президента Малоросійської колегії та генерал-губернатора Лівобережної України.